# Kerrang!
Kerrang! — щотижневий рок-журнал, який видається у Великій Британії компанією Bauer Consumer Media. Назва журналу — звуконаслідування шуму, який лунає при розбиванні електричної гітари. Перший номер Kerrang! побачив світ 6 червня 1981 року під редакцією Джеффа Бартона, як одноразовий додаток до тижневика Sounds і був присвячений поточній Новій хвилі британського хеві-метала (скорочено «NWOBHM») і підйому інших метал-груп, таких як AC/DC, які з'являлися на обкладинці першого номера Kerrang!. Протягом 1980-х і на початку 1990-х років журнал розміщав на своїй обкладинці багато треш- і глем-метал колективів (таких як Mötley Crüe, Slayer, Bon Jovi, Metallica), але пізніше, коли зросла популярність гранджу, відмовився від них. Читачі часто критикують журнал за те, що він повторює цей процес кожен раз, коли нова музична тенденція стає популярною.
Найбільшу популярність Kerrang! отримав на початку XXI століття під керівництвом Пола Ріса (Paul Rees), в роки розквіту ню-металу (Limp Bizkit, SlipKnoT, KoRn). Ріс пізніше перейшов в Q і редакторське крісло зайняв Ешлі Берд (2003–2005), який був звільнений після різкого падіння тиражу — якраз внаслідок втрати інтересу до реп-металу.
У 2000 році в Британії було запущено цифрове Kerrang!-радіо. Вдень тут звучить більш комерційна музика (Red Hot Chili Peppers, Oasis, Kaiser Chiefs), у вечірні години та у вихідні переважає експериментальна музика або групи малих метал-жанрів.
У 2001 році з'явилося Kerrang!TV, що, як і радіостанція, робить ставку на мейнстрім (Aerosmith, Guns N' Roses, Metallica).
Починаючи з 1993 року проводяться щорічні церемонії вручення Kerrang!Awards, лауреатів яких визначають читачі. У 2001 році церемонія була вперше показана по ТБ (Channel 5 UK).